# ボスニア・ヘルツェゴビナサッカー連盟
ボスニア・ヘルツェゴビナサッカー連盟（ボスニア・ヘルツェゴビナサッカーれんめい、ボスニア語: Nogometni/Fudbalski Savez Bosne i Hercegovine, 英語: Bosnia and Herzegovina Football Federation）は、ボスニア・ヘルツェゴビナにおけるサッカーを統括する競技運営団体。国際サッカー連盟（FIFA）と欧州サッカー連盟（UEFA）に加盟している。

## 運営・組織
- サッカーボスニア・ヘルツェゴビナ代表
- サッカーボスニア・ヘルツェゴビナ女子代表
- プレミイェル・リーガ
- ボスニア・ヘルツェゴビナカップ